# شهرستان اکران، میشیگان
شهرستان اکران، میشیگان (به انگلیسی: Akron Township, Michigan) یک منطقهٔ مسکونی در ایالات متحده آمریکا است که در میشیگان واقع شده‌است.

## خصوصیات
شهرستان اکران ۱۴۷٫۴ کیلومترمربع مساحت و ۱٬۵۸۹ نفر جمعیت دارد و ۱۸۱ متر بالاتر از سطح دریا واقع شده‌است.